# هاني المصري
هاني المصري (1954-) كاتب صحفي ومحلل سياسي فلسطيني، ولد في مدينة نابلس في الثامن والعشرين من حزيران / يونيو عام 1954. ودرس المرحلتين الأساسية والثانوية في مدارس نابلس، حاصل على بكالوريوس إدارة الأعمال من جامعة عين شمس في مصر وتخرج عام 1976.

## حياته العملية
يشغل هاني عدنان المصري حاليًّا منصب مدير عام المركز الفلسطيني لأبحاث السياسات والدراسات الاستراتيجية - مسارات منذ العام 2011، وهو أحد المؤسسين للمركز. وتولَّى رئاسة تحرير صحيفة "طريق الانتصار" التي كانت تصدر في لبنان، ثم عمل في هيئة تحرير مجلة "الهدف" (1989-1981)، ثم رئيسًا لتحرير مجلة "نداء الوطن" في الأردن. وهو مؤسس ومدير عام المركز الفلسطيني للإعلام والأبحاث والدراسات. كذلك شغل منصب المدير العام للإدارة العامة للمطبوعات والنشر في وزارة الإعلام الفلسطينية (1995-2005). وكاتب عمود في جريدة الأيام، وصحيفة الحياة اللندنية، والسفيراللبنانية، وصحف أخرى.
بالإضافة إلى ذلك، شغل المصري عضوية عدد من المؤسسات، أهمها: عضو في الاتحاد العام للكتاب والصحفيين الفلسطينيين منذ عام 1980، وعضو في مجلس أمناء مؤسسة ياسر عرفات، وعضو في لجنة جائزة ياسر عرفات. بالإضافة إلى كونه أحد مؤسسي منتدى فلسطين عام 2007، وكان عضواً في لجنة الحكومة في لجنة الحوار الوطني التي عقدت في القاهرة عام 2009، وعضواً في تجمع الشخصيات الوطنية المستقلة في الحوار الوطني في القاهرة. وحضر اللقاءات المتعلقة بالحوار الوطني في دمشق وغزة ورام الله والقاهرة.

## مؤلفاته
نشر المصري المئات من المقالات والأبحاث والدراسات في العديد من المجلات والصحف الفلسطينية والعربية، أهمها:
- مسارات العدوان والمقاومة والتسوية السلمية.
- القضية الفلسطينية ومشروع صفقة القرن.
- المشهد الإسرائيلي الفلسطيني.
- آفاق "عملية" المصالحة.
- المسألة أكبر من الخلاف على الحكومة.
- بعد ثمانية أعوام: انتفاضة الأقصى في طريقها إلى انتفاضة ثالثة.
- المشروع الوطني الفلسطيني في خطر.
- الحكومة الفلسطينية الجديدة: أزمة أسماء وحقائب، أم خلاف سياسي؟
- فلسطين أمام مفترق طرق.